# Gentiana freyniana
Gentiana freyniana är en gentianaväxtart som beskrevs av Joseph Friedrich Nicolaus Bornmüller och Josef Franz Freyn. Gentiana freyniana ingår i släktet gentianor, och familjen gentianaväxter. Inga underarter finns listade i Catalogue of Life.